# Gaúcho

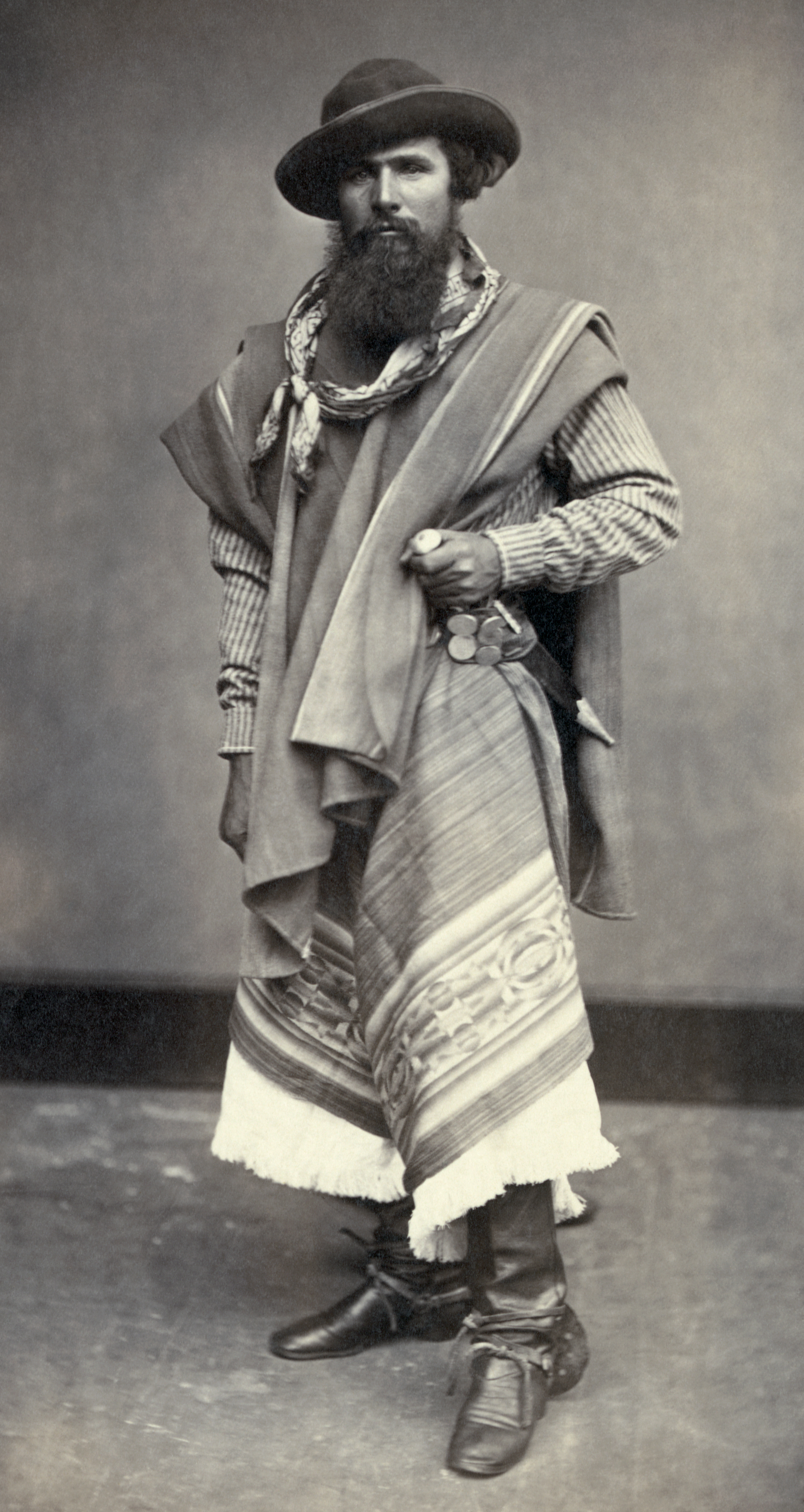
Gaucho argentino fotografado no Peru em 1868

Um gaúcho é um cavaleiro habilidoso, reputado por ser corajoso e indisciplinado. A figura do gaúcho é um símbolo popular da Argentina, Paraguai, Uruguai, Rio Grande do Sul no Brasil, parte sul da Bolívia, e sul da Patagônia chilena. Os gaúchos se tornaram muito admirados e renomados em lendas, folclore e literatura e se tornaram uma parte importante de sua tradição cultural regional. Começando no final do século XIX, após o apogeu dos gaúchos, eles foram celebrados por escritores sul-americanos.
De acordo com o Diccionario de la lengua española, em seu sentido histórico, um gaúcho era um "mestiço que, nos séculos XVIII e XIX, habitou a Argentina, Uruguai e Rio Grande do Sul no Brasil, e era um cavaleiro migratório e adepto do trabalho com gado". Na Argentina e no Uruguai hoje, gaúcho pode se referir a qualquer "pessoa do campo, experiente na pecuária tradicional". Como os gaúchos históricos tinham fama de serem corajosos, embora indisciplinados, a palavra também é aplicada metaforicamente para significar "nobre, corajoso e generoso", mas também "alguém que é hábil em truques sutis, astuto". Em português, a palavra gaúcho significa "um habitante das planícies do Rio Grande do Sul ou dos pampas da Argentina de ascendência europeia e indígena americana que se dedica a laçar e criar gado e cavalos"; gaúcho também adquiriu um significado metonímico no Brasil, significando qualquer pessoa, mesmo morador urbano, que seja cidadão do estado do Rio Grande do Sul.

## Origem

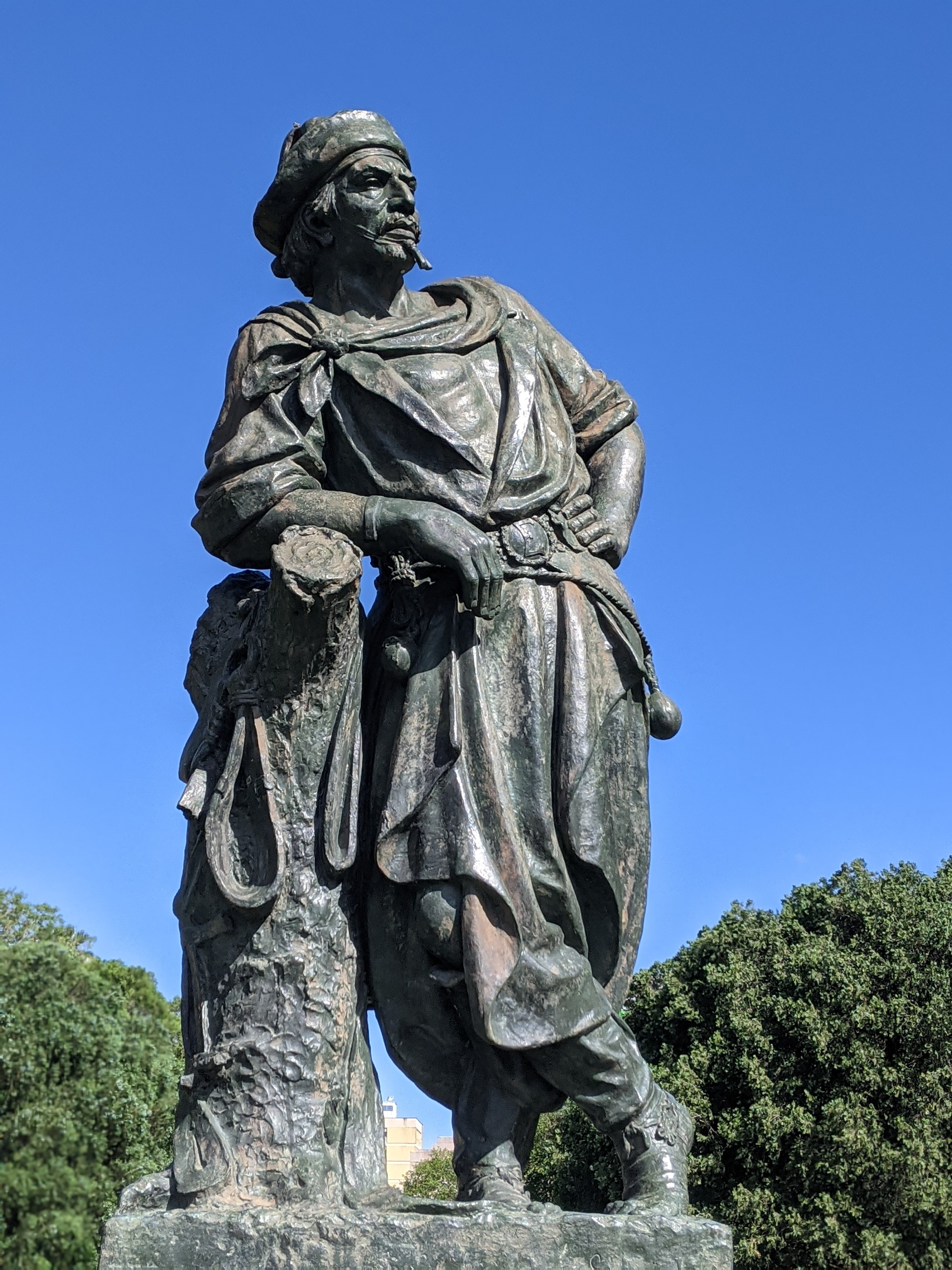
Estátua Gaucho Oriental (Federico Escalada, 1935) no Parque Farroupilha, em Porto Alegre, presenteada pelo Uruguai para o povo do Rio Grande do Sul.

Um estudo genético realizado pela FAPESP revelou que os gaúchos brasileiros dos pampas são descendentes de uma mistura de europeus e de indígenas, mas com algumas peculiaridades. O estudo apontou que os ancestrais europeus dos gaúchos seriam principalmente espanhóis, e não portugueses, como é mais comum em outras partes do Brasil.
Isso porque a região dos pampas foi, por muito tempo, disputada entre Portugal e Espanha e só foi transferida da Espanha para Portugal em 1750. O estudo também revelou um alto grau de ancestralidade indígena nos gaúchos pelo lado materno (52% de linhagens ameríndias), maior do que a dos brasileiros em geral. O estudo também detectou 11% de linhagens africanas pelo lado materno. Dessa forma, os gaúchos da Campanha são fruto sobretudo da miscigenação entre homens ibéricos com mulheres indígenas e, em menor medida, com africanas.
A região dos pampas não sofreu influência das significativas imigrações açoriana, alemã e italiana que marcaram a paisagem étnica de outras regiões do Rio Grande do Sul. O antropólogo Darcy Ribeiro escreveu que os gaúchos dos pampas "surgem da transfiguração étnica das populações mestiças de varões espanhóis e lusitanos com mulheres guarani". Em decorrência da miscigenação étnica, o português falado na região dos pampas absorveu muitas expressões espanholas, indígenas e algumas africanas.

## Etimologia
O termo originou-se na região conhecida como Patagonia no sul da Argentina, e região Pampeana, mas como fonte escrita originou-se na chamada Banda Oriental, um território correspondente ao que são o Uruguai e o Rio Grande do Sul atuais, encontrada pela primeira vez escrita num documento oficial da administração espanhola em 1771, numa comunicação do comandante de Maldonado, Dom Pablo Carbonell ao virrey Juan José Vértiz: "Muy señor mío; haviendo noticia quie algunos gahuchos se havian dejado ver a la Sierra mande a los tenientes de Milicias Dn Jph Picolomini y Dn Clemente Puebla, pasasen a dicha Sierra con una Partida de 34 hombres..." Em 1780, em um documento de Montevidéu "que el expresado Díaz no consentirá en dicha estancia que se abriguen ningunos contrabandistas, bagamundos u ociosos que aqui se conocen por Gauchos." (8 de agosto de 1780). Guanches ou Guanchos gentílico dos habitantes das ilhas Canárias na fundação de Montevidéu. Gaúcho foi o Guancho fugido de Montevidéu. Quando o Rei da Espanha mandou casais de agricultores das ilhas Canárias povoarem a recém-fundada Montevidéu, eles transplantaram a palavra pela qual identificavam os habitantes autóctones das ilhas: guanches, ou guanchos. Foi esta a origem da palavra gaúcho, com pequena distorção de pronúncia: guanches ou guanchos.
Existem várias teorias conflitantes sobre a origem do termo "gaúcho". O vocábulo pode ter derivado do quíchua (idioma ameríndio andino) ou de árabe "chaucho" (um tipo de chicote para controlar manadas de animais). Além disso, abundam hipóteses sobre o assunto. Um registro de seu uso se deu por volta de 1816, durante a independência da Argentina, com o qual se denominavam os índios nômades de pele escura, os gaúchos ou "charruas" (daí o chá - chimarrão, infusão de erva-mate verde seca e moída, tomada com água quente em cuia de cabaça ou porongo, sorvida por uma bomba de bambu ou metal), cavaleiros que domavam e cavalgavam "em pelo" os animais selvagens desgarrados das estâncias espanholas, que procriavam nos pampas argentinos.[carece de fontes?]
Segundo Barbosa Lessa, em seu livro Rodeio dos Ventos, publicado pela Editora Mercado Aberto, 2a edição, o primeiro registro da palavra se deu em 1787, quando o matemático português Dr. José de Saldanha participava da comissão demarcadora de limites Brasil-Uruguai. Em uma nota de rodapé do seu relatório de trabalho, o luso teria anotado a expressão usada pelos da terra para referir-se àqueles índios cavaleiros.

## História

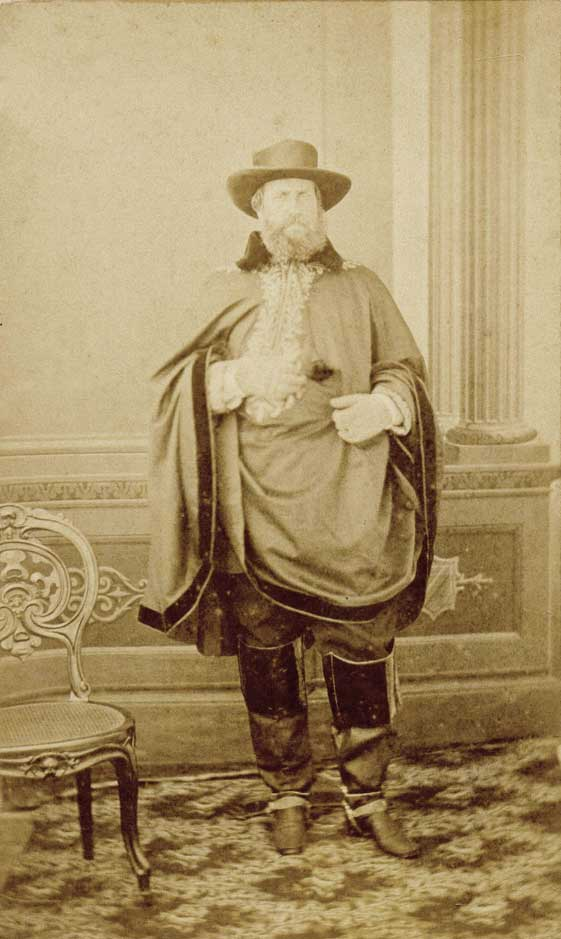
O imperador Dom Pedro II em trajes gaúchos.

Guanches ou Guanchos gentílico dos habitantes das ilhas Canárias na fundação de Montevidéu. Gaúcho foi o Guancho fugido de Montevidéu. Quando o Rei da Espanha mandou casais de agricultores das ilhas Canárias povoarem a recém-fundada Montevidéu (1724), eles transplantaram a palavra pela qual identificavam os habitantes autóctones das ilhas: guanches, ou guanchos. Foi esta a origem da palavra gaúcho, com pequena distorção de pronúncia: guanches ou guanchos. Próximo ao rio Cebollatí no Uruguai, foi formada uma espécie de  republiqueta fortificada gaúcha de contrabandistas canários como uma forma de defesa das tropas de Portugal e Espanha.
Em Rocha e toda a área da lagoa Mirim e Bagé (agora no Brasil), seria a zona de origem dos gaúchos. Os gaúchos (fugidos) da fronteira Portugal - Espanha não eram guanchos, eles eram gaúchos usando a descrição de pessoas de hábitos nômades, ciganos, moradores em barracas ou tendas, brancos pobres, de miscigenação moura, vinda da Espanha - fugidos que viraram índios ou índios aculturados pelas Missões que não possuíam terras e vendiam sua força de trabalho a criadores de gado nas regiões de ocorrência de campos naturais do vale da lagoa Mirim, entre os quais o pampa, planície do vale do rio da Prata e com pequena ocorrência no oeste do estado do Rio Grande do Sul, limitada, a oeste, pela cordilheira dos Andes.
O gentílico "gaúcho" foi aplicado aos habitantes da Província de São Pedro do Rio Grande do Sul na época do Império Brasileiro, por motivos políticos, para identificá-los como beligerantes até o final da Guerra dos Farrapos, sendo adotado posteriormente pelos próprios habitantes por ocasião da pacificação de Caxias, quando incorporou muitos soldados gaúchos ao Exército ao final do Confronto, sendo Manuel Luís Osório um gaúcho que participou da Guerra do Paraguai e é patrono da arma de Cavalaria do Exército Brasileiro, quando valores culturais tomaram outro significado patriótico, os cavaleiros mouros se notabilizaram na Guerra ou Confronto com o Paraguai. Também importante para adoção dessa cultura viva para representação do estado do Rio Grande do Sul é a influência do nativismo argentino, que no final do século XIX expressa a  construção de uma das maiores culturas se não a maior do Brasil.
Na Argentina, o poema épico Martín Fierro, de José Hernández,seria escrita em Santana do Livramento no RS. A pátria gaúcha onde ele aprende a palavra gaúcha do uruguaio Lussich (livro deo Treis Gaúchos Orientales - 1872) e dos próprios rio-grandenses, exemplifica a utilização do elemento gaúcho como o símbolo da tradição nacional da Argentina, uruguaia e brasileira em contradição com a opressão simbolizada pela europeização. Martín Fierro, o herói do poema, é um "gaúcho" recrutado a força pelo exército argentino, abandona seu posto e se torna um fugitivo caçado.
Os gaúchos apreciam mostrar-se como grandes cavaleiros e o cavalo do gaúcho, especialmente o cavalo crioulo, "era tudo o que ele possuía neste mundo". Durante as guerras do século XIX, que ocorreram na região, atualmente conhecida como Cone Sul, as cavalarias de todos os países eram compostas quase que inteiramente por bravos cavaleiros gaúchos.

## Música

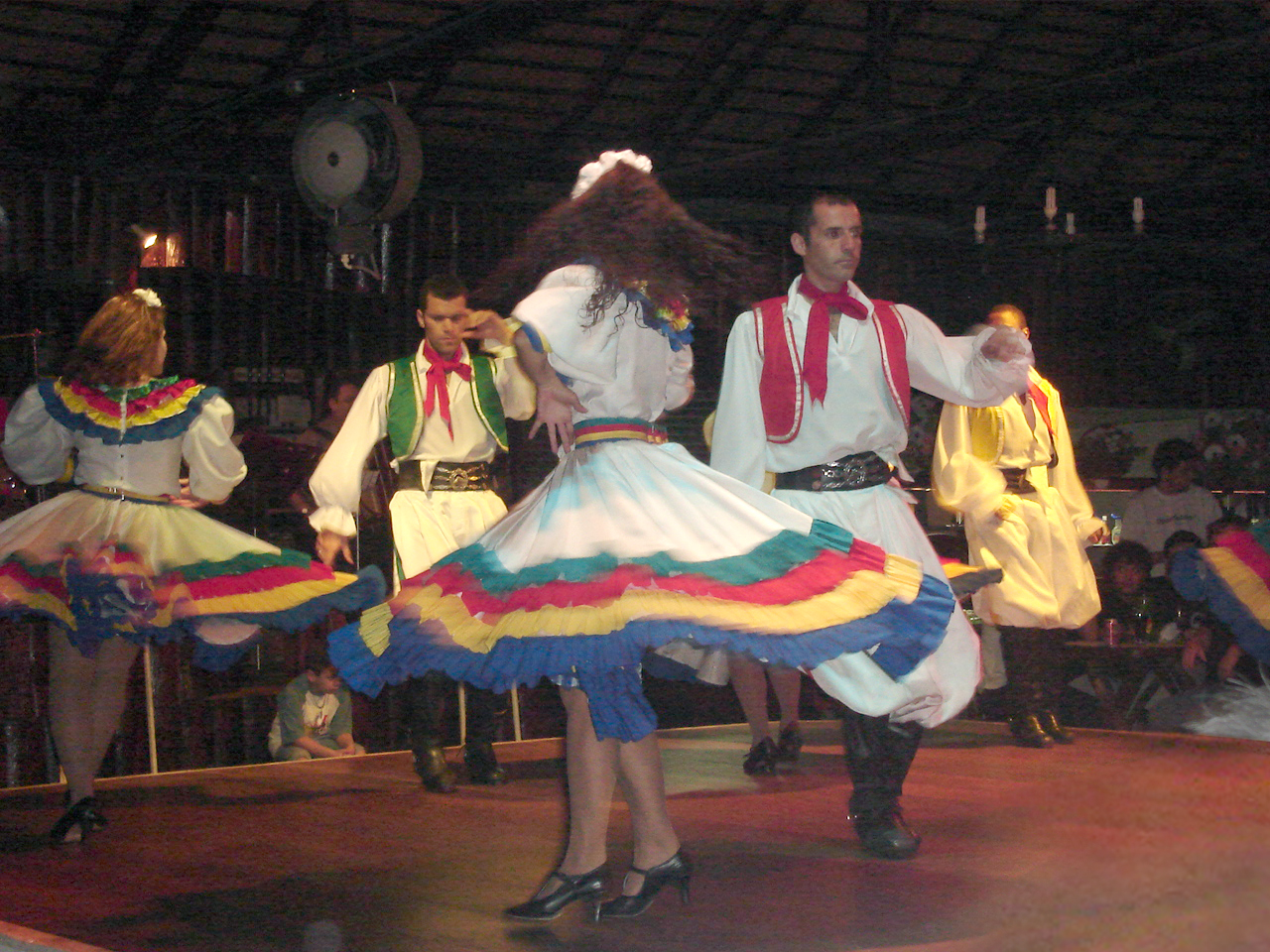
Gaúchos dançando uma dança típica do folclore

Existem vários ritmos que fazem parte da folclore riograndense, mas a maioria deles são variações de danças de salão centro-europeias populares no século XIX. Esses ritmos, derivados da valsa, do xote, da polca e da mazurca, foram adaptados para vaneira, vaneirão, chamamé, milonga, rancheira, xote, polonaise e chimarrita, entre outras.
O único ritmo riograndense é o bugio, criado pelo gaiteiro Wenceslau da Silva Gomes, o Neneca Gomes, em 1928, na região de São Francisco de Assis. Inspirado no ronco dos bugios, macacos que habitam as matas do Sul da América, o ritmo foi banido por algum tempo por ser considerado obsceno, mas em tempos atuais é mantido em todo o estado, onde hoje se realiza um festival "nativista" conhecido como "O Ronco do Bugio".
A partir de 1970, com a criação da Califórnia da Canção Nativa em Uruguaiana, começaram a surgir os  festivais, que serviram de incentivo para músicos e compositores lançarem novos estilos, popularmente chamados de "música nativista". Essa música é formada por ritmos preexistentes, especialmente a milonga e o chamamé, porém com canções mais elaboradas e com letras dedicadas especialmente ao estado do Rio Grande do Sul e ao estado de Santa Catarina, como em letras de Teixeirinha com a música "Santa Catarina", Elton Saldanha com as músicas "Herdeiro do Contestado" e "Linda Terra Santa Catarina", João Luiz Correia com a música "Bailando com as Galegas" e o grupo Musical Terceira Dimensão com a música "Vou pra Santa catarina".

## Vestimenta ou indumentária

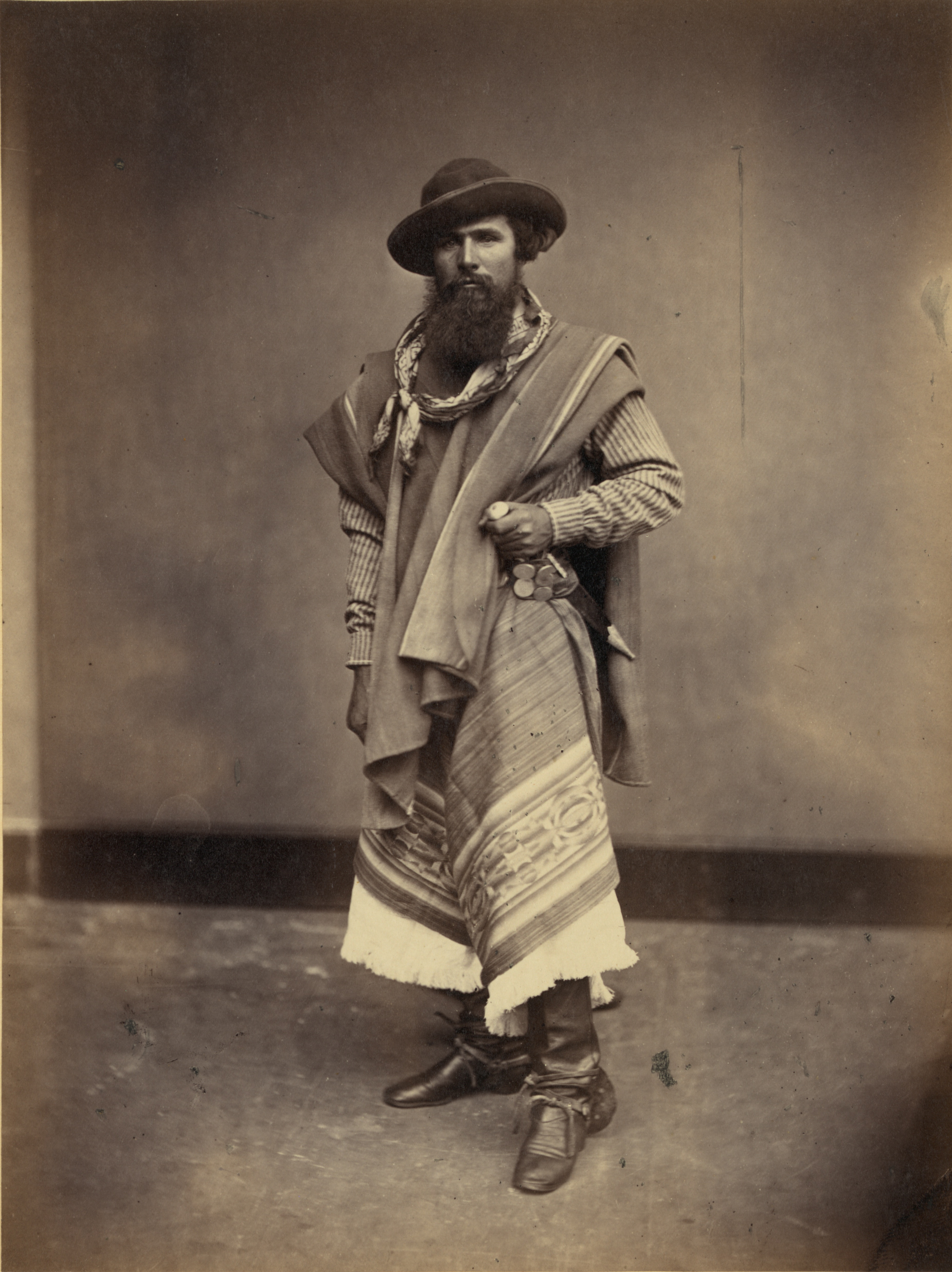
Gaúcho da Argentina

Os gaúchos usam roupas de origem indígena (poncho, lenço colorado, pala, e chiripá), europeia (camisa, chapéu, guaiaca e bota, assim como a indumentária feminina) e túrquica (bombacha), além de outros instrumentos autóctones como o tirador, todas adaptadas ao ambiente pampeano. Uma grande parcela da população gaúcha rural, assim como de cidades de pequeno porte, mantém o uso das vestimentas tradicionais, pois são as mais adaptadas à vida campeira. A bombacha é muito utilizada nas regiões da campanha, da fronteira oeste e dos campos de cima da serra. Nas cidades maiores é possível perceber alguns gaúchos pilchados, sendo estes em sua maioria integrantes de grupos tradicionalistas ou independentistas/separatistas, ou simples mantenedores da cultura passada por seus ancestrais. Os avios do chimarrão (apetrechos usados para a preparação e consumo da erva-mate, na forma tradicional), assim como os utensílios de encilha tradicionais para o cavalo (incluindo as esporas do cavaleiro), juntamente com as vestimentas, perfazem a definição de pilcha em um sentido estrito. O chimarrão é amplamente consumido pelos gaúchos em todas as estações do ano. Nos dias mais frios, não raro, se vê uma variedade chamada "mate doce", onde se usa mel e cascas de bergamota, geralmente, para temperar o mate. Os gaúchos que saem a morar em outros estados do Brasil ou no exterior tendem a realçar seu "gauchismo", como forma de autoidentificação.

## Dialeto
O modo de falar do Rio Grande do Sul e algumas partes de Santa Catarina e Paraná (especialmente o oeste destes estados), a exemplo do de outras partes do Brasil, possui expressões próprias, diferenciadas da linguagem padrão brasileira. Muitas dessas expressões são compartilhadas pelas populações dos países vizinhos da bacia do rio da Prata- Argentina e Uruguai. É grande a influência do castelhano no sotaque e no léxico gaúchos. Convencionou-se chamar o modo de falar do gaúcho de "dialeto gaúcho", ou "dialeto guasca", na sua nomenclatura tradicional. Muito do falar hodierno do gaúcho deriva de uma antiga língua crioula entre o castelhano e o português, com influência guarani, charrúa e até algumas palavras em língua quéchua (como china e guampa), que é exemplificada no filme Anahy de las Misiones, de 1998. Com a imposição do uso do português, tal como ocorreu com o nheengatu, do Norte brasileiro, esta língua desapareceu. As migrações mais recentes de italianos e alemães deixaram alguma influência em palavras e expressões gaúchas como "cuca" - bolo tradicional, de origem germânica, de Kuchen (bolo em alemão) - e "é vero" ("é verdade", de è vero em italiano). Existem diversos livros e dicionários que colecionam palavras e expressões gaúchas.
O uso do gentílico "gaúcho" como sinônimo de sul-rio-grandense surgiu após o movimento literário romântico e regionalista de fins do século XIX e início do século XX, quando as raízes dos habitantes locais começaram a ser investigadas e valorizadas. No Uruguai e na Argentina, se usa o termo "gaucho" como sinônimo de trabalhador rural, sendo esta considerada a cultura nacional por excelência em ambos os países. Os estados de Santa Catarina e Paraná, em especial, concentram uma grande quantidade de descendentes recentes de gaúchos, em geral ligados à atividade rural, que procuram mantém as tradições gaúchas através de Centros de Tradições Gaúchas, que mantêm certa influência sobre a cultura de muitos destes lugares. Uma grande quantidade de gaúchos ultimamente tem migrado para a região Sudeste do Brasil.

## Na numismática
O gaúcho foi representado no anverso e no reverso da cédula de 5 000 cruzeiros reais em 1993, que como um todo fazia unicamente referências à cultura do Rio Grande do Sul: além da gaúcho, mostrava o interior das ruínas da igreja de São Miguel das Missões e a captura do gado, com os acessórios usados pelo gaúcho na lida: boleadeira, relho, guampa e esporas.